# Malnia
Malnia est une localité polonaise de la gmina de Gogolin, située dans le powiat de Krapkowice en voïvodie d'Opole.
En 2021, la localité recense 685 habitants.